# برگیه هنین
برگیه هنین (به انگلیسی: Bregje Heinen) (زاده ۵ مارس ۱۹۹۳) مدل هلندی است.